# 20 Anos - Discografia Instrumental
20 Anos - Discografia Instrumental é o 13o álbum de estúdio da carreira solo do aclamado guitarrista baiano Pepeu Gomes. Foi lançado pela gravadora Natasha Records em janeiro de 1998.
Como o próprio nome do álbum sugere, trata-se de uma coletânea em homenagem aos 20 anos de carreira solo do guitarrista composta por faixas instrumentais gravadas pelo Pepeu ao longo de sua carreira. A faixa "Sem Essa de Rock" é a única inédita.

## Faixas
| Disco 1 |                                                                                         |                                                                            |         |  |
| N.º     | Título                                                                                  | Compositor(es)                                                             | Duração |  |
| 1.      | "Um Abraço no Bonfá"                                                                    | João Gilberto                                                              | 5:39    |  |
| 2.      | "Garota de Ipanema"                                                                     | Tom Jobim / Vinicius de Moraes                                             | 3:26    |  |
| 3.      | "Pot-pourri": "Lamentos" Noites Cariocas" Aquarela do Brasil" Assanhado" Brasileirinho" | Pixinguinha Jacob do Bandolim Ary Barroso Jacob do Bandolim Waldir Azevedo | 8:45    |  |
| 4.      | "Tico-Tico No Fubá"                                                                     | Zequinha de Abreu Citação: ``Granada`` (A. Lara)                           | 6:32    |  |
| 5.      | "Amazônia"                                                                              | Pepeu Gomes                                                                | 4:55    |  |
| 6.      | "Cartagena"                                                                             | Pepeu Gomes / Luciano Alves                                                | 5:25    |  |
| 7.      | "Sem Essa De Rock"                                                                      | Pepeu Gomes                                                                | 5:35    |  |
| 8.      | "Malacaxeta"                                                                            | Pepeu Gomes                                                                | 4:34    |  |
| 9.      | "Saudação Nagô"                                                                         | Pepeu Gomes                                                                | 2:21    |  |
| 10.     | "Fissura"                                                                               | Pepeu Gomes                                                                | 3:21    |  |
| 11.     | "Linda Cross"                                                                           | Pepeu Gomes                                                                | 3:40    |  |
| 12.     | "Belo Horizonte"                                                                        | Pepeu Gomes                                                                | 3:01    |  |
| 13.     | "Odete"                                                                                 | Herivelto Martins / Valdemar de Abreu "Dunga"                              | 2:52    |  |
| 14.     | "Toninho Cerezzo"                                                                       | Pepeu Gomes                                                                | 2:55    |  |
| 15.     | "Alto da Silveira"                                                                      | Pepeu Gomes                                                                | 2:57    |  |
| 16.     | "Didilhando"                                                                            | Pepeu Gomes / Didi Gomes                                                   | 3:09    |  |
| 17.     | "Tambaú"                                                                                | Pepeu Gomes                                                                | 3:25    |  |
| 18.     | "Buchinha"                                                                              | Pepeu Gomes                                                                | 2:39    |  |
| 19.     | "Flamenguista"                                                                          | Pepeu Gomes                                                                | 2:30    |  |

| Disco 2 |                               |                                          |         |  |
| N.º     | Título                        | Compositor(es)                           | Duração |  |
| 1.      | "Chicana"                     | Pepeu Gomes                              | 5:27    |  |
| 2.      | "Luz de Guadalupe"            | Pepeu Gomes                              | 5:05    |  |
| 3.      | "Agogô (Pra Ralph Mcdonald)"  | Pepeu Gomes                              | 3:55    |  |
| 4.      | "120 Watts de Pura Distorção" | Luciano Alves / Pepeu Gomes / Didi Gomes | 4:51    |  |
| 5.      | "Calor Humano"                | Pepeu Gomes / Armandinho Macedo          | 2:47    |  |
| 6.      | "Rocha Miranda"               | Pepeu Gomes                              | 5:06    |  |
| 7.      | "O Som Está Solto"            | Pepeu Gomes                              | 3:53    |  |
| 8.      | "Delicado"                    | Waldir Azevedo                           | 4:59    |  |
| 9.      | "Sabor de Salsa"              | Pepeu Gomes / Didi Gomes                 | 2:52    |  |
| 10.     | "Arco-Íris"                   | Luciano Alves / Pepeu Gomes              | 2:47    |  |
| 11.     | "Batucar do Samba"            | Pepeu Gomes                              | 3:10    |  |
| 12.     | "Dos Harmônicos"              | Pepeu Gomes / Jorginho Gomes             | 2:43    |  |
| 13.     | "Baby Blue"                   | Pepeu Gomes                              | 3:43    |  |
| 14.     | "Sensual"                     | Pepeu Gomes / Paulo Casarin              | 3:56    |  |
| 15.     | "Fazendo Você Sonhar"         | Pepeu Gomes                              | 4:18    |  |
| 16.     | "Swing Por Natureza"          | Pepeu Gomes                              | 3:20    |  |
| 17.     | "Rock In Rio"                 | Pepeu Gomes / Paulo Casarin              | 3:55    |  |
| 18.     | "Brasileirinho"               | Waldir Azevedo                           | 4:12    |  |
| 19.     | "Mirabay"                     | Pepeu Gomes                              | 1:40    |  |
| 20.     | "Na Baixa do Sapateiro"       | Ary Barroso                              | 2:38    |  |